# Oberdorf (Dornbirn)
Das Oberdorf ist der 3. Stadtbezirk der Stadt Dornbirn (Vorarlberg, Österreich). Mit nur 5.000 Einwohnern (Stand 2012) ist das Oberdorf der bevölkerungsmäßig kleinste Bezirk Dornbirns.
Im Oberdorf finden sich zahlreiche Villenbauten aus der Blütezeit der Textilindustrie in Dornbirn (Anfang des 20. Jahrhunderts). Weiters haben sich in den beiden Seitentälern der Dornbirner Ach und des Gechelbachs die Industrieunternehmen F. M. Hämmerle und F. M. Rhomberg niedergelassen.

## Geografische Lage
Oberdorf ist der östlich von Markt gelegene, anfänglich sanft ansteigende Stadtbezirk.

## Sehenswürdigkeiten

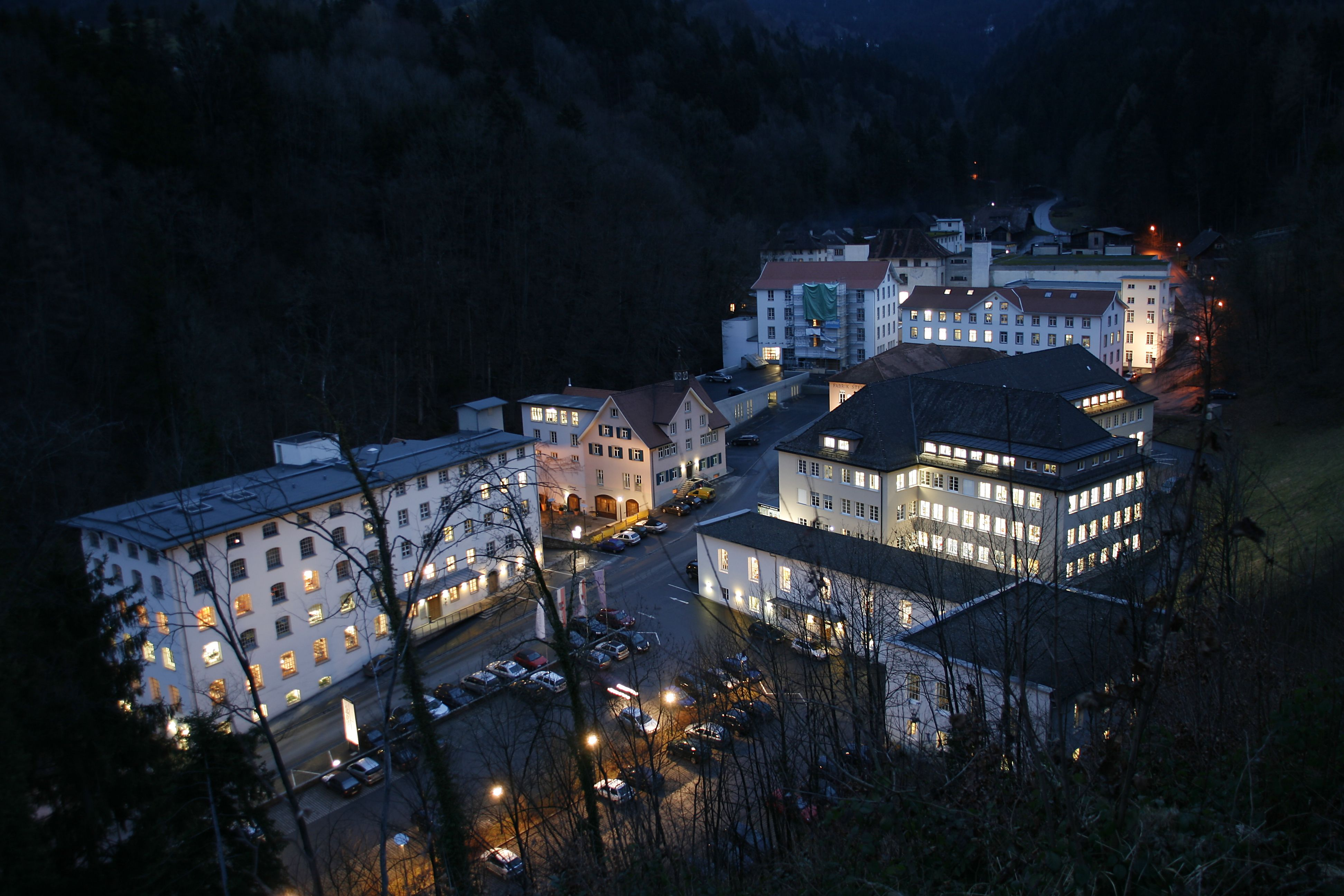
F.M.Hämmerle Areal, Steinebach

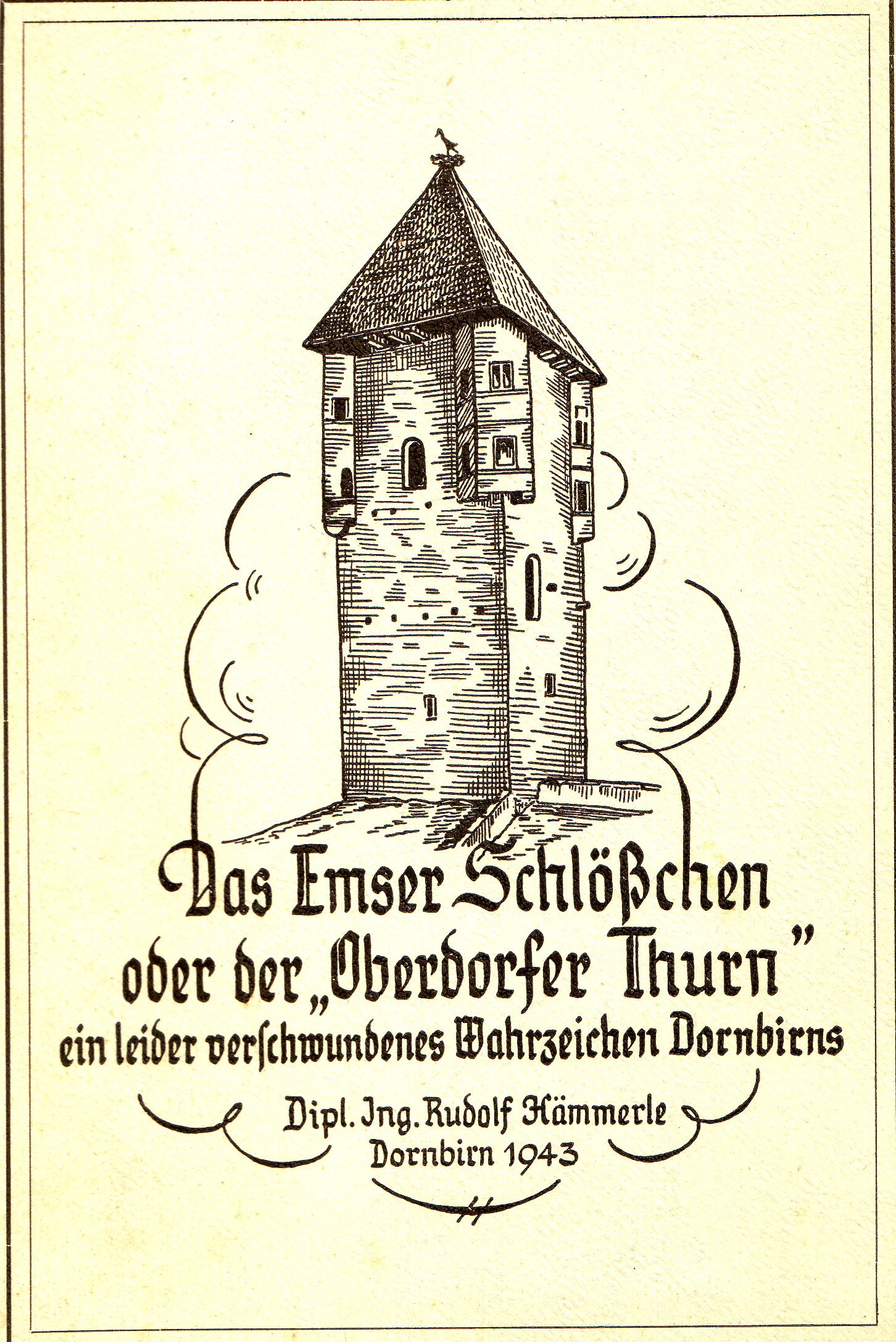
Das "Oberdorfer Schlösschen"

Stadtpfarrkirche Hl. Sebastian (1826–1927)
Im Oberdorf stand hier eine ehemalige Kapelle der Ritter von Ems (1467) nahe dem 1465 erbauten und 1847 abgebrochenen Schlösschen.
Die Kirche wurde 1826/27 im neubarocken Stil erbaut und 1914 verlängert.
Steinebach Areal (1846)
1846 ließ Franz Martin Hämmerle einen 13 Achsen langen, vier Fenster breiten und fünfeinhalb Geschoße hohen Bau errichten. Die Färberei Steinebach wurde Teil des Textilunternehmens F. M. Hämmerle.
Im sogenannten „Glöckelehaus“ von 1826 befand sich ehemals eine Nadelfabrik, später wurden dort die Büros untergebracht. In der 2. Hälfte des 19. Jahrhunderts wurden neue Bauwerke errichtet: eine Färberei, Bleicherei und auch Trockentürme, die heute nicht mehr erhalten sind.
- siehe Hauptartikel: Steinebach (Tal und Betriebsgebiet) sowie Steinebach (Fluss).

Oberdorfer Turm (13. Jahrhundert)
In der Oberdorferstraße (Nr. 11) steht der ehem. „Turm zu Dornbirn“. Diese einfache quadratische Anlage mit zentral stehendem Turm (13. Jahrhundert) und einer rondellbewehrten Ringmauer aus der zweiten Hälfte des 15. Jahrhunderts wurde 1970 archäologisch ergraben.
Die Fundamente des Turms wurden 1973 als Freilichtanlage konserviert und die übrigen Mauerzüge dem Grabungsbefund entsprechend durch Markierungen im Boden angedeutet.

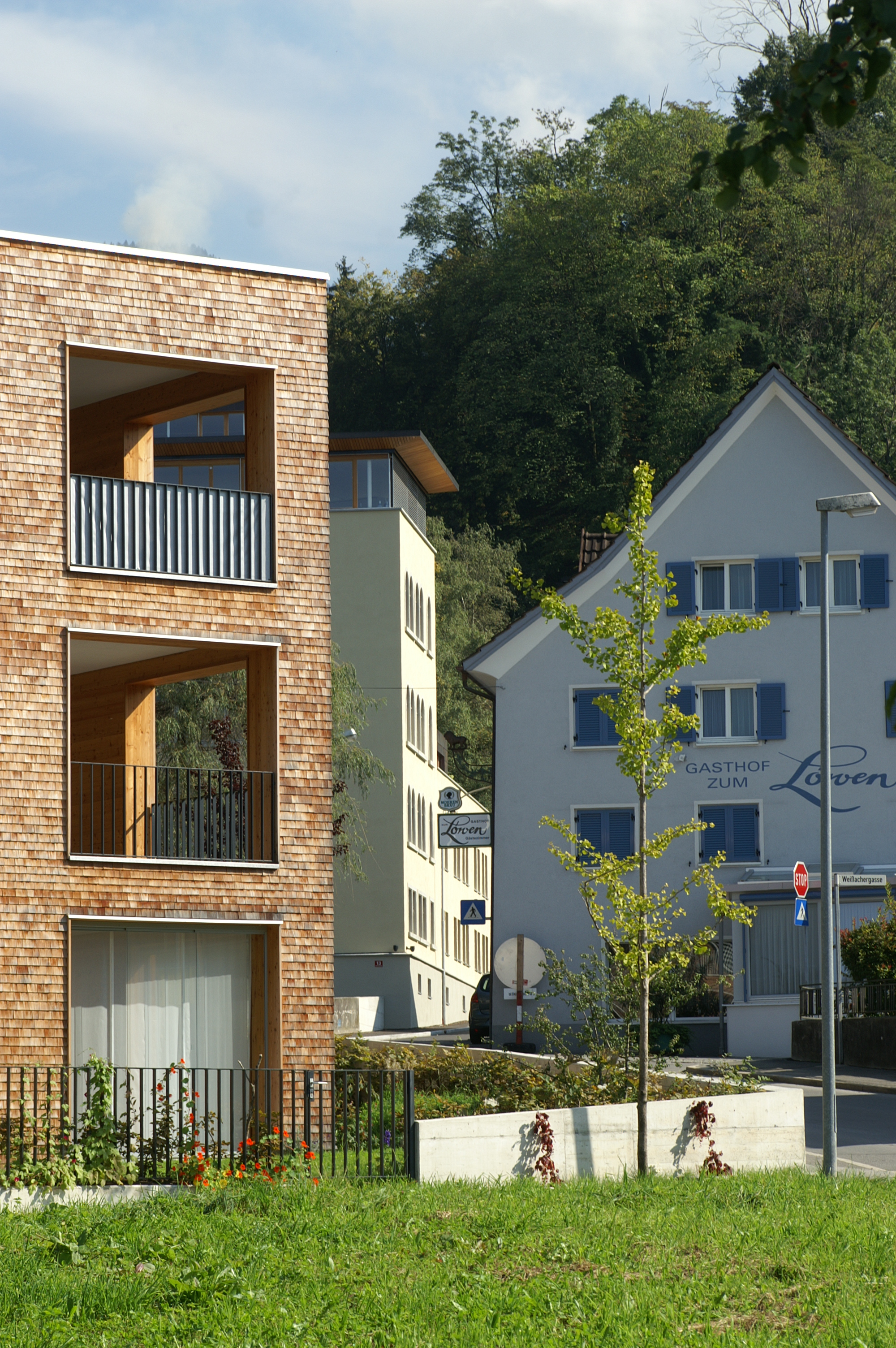
Wohnungen, Gasthof zum Löwen, Magazin FM.Hämmerle